# 向島百花園

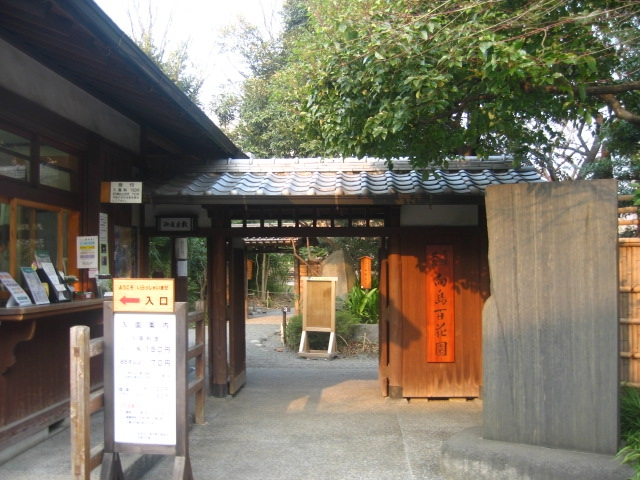
向島百花園入場門

向島百花園（むこうじまひゃっかえん）は、東京都墨田区東向島三丁目にある都立庭園で、江戸時代に発祥をもつ花園である。みどころは早春の梅と秋の萩である。隅田川七福神の発祥の地であり佐原鞠塢（さはらきくう）が所有していた、ともいわれる「福禄寿」が祭られている。

## 歴史
かつての向島
明治31年（1898年）書かれた風俗画法『新撰東京名所図会』の「隅田堤」に、「向島は、隅田川の東方をいふ。もとは関屋の庭の称なりしと云。其の故は、隅田川御殿より関屋川を隔て向ふにある庭なりしに因り、将軍の向島といひ出られしに基くといへり。以下省略」と記述されている。隅田川西岸から、江戸城に近い方から見れば川向うは「向島」と呼べる地域であった。向島は歴史的に古い地名が残っており、「牛島」「寺島」「洲崎」「請地」「柳島」などがそうである。「牛島」は永禄2年（1559年）書かれた『小田原衆所領役帳』に「富永弥四郎江戸牛島四ヶ村百五十貫文」の記述があり「牛島四ヶ村」は通説で旧本所中ノ郷、小梅、須崎、押上をいったようである。牛島の中心は「牛嶋神社」であり、洲崎は東京湾の三角洲の「洲の岬」で、請地は「浮地」、柳島は海の砂が持ち上がった砂丘地に柳の木が植わった島だった。
多賀屋敷
向島百花園の土地は、江戸時代は武蔵国葛飾郡寺島村で、文化（1804年 - 1818年）初年頃の初代広重の「隅田つつみ花さかり」「四ツ木通引曳道」「東都木下川田圃」などの図で想像できる。この土地の住人は「多賀屋敷」と言い、幕臣多賀氏の所領で、百花園の名碑を説明した『園のいしふみ』には「多賀屋敷の事は坂田老人の記に豪民とあれど、徳川家旗本の士なるよし」とある。多賀氏は近江国多賀荘を領していた京極家の一族で、多賀新左衛門常則は浅井長政に仕えた戦国武将で、羽柴秀長の幕下となり、その子吉左衛門常直も豊臣家に仕え、後に徳川家康に招致された。多賀氏の初代は常直の四男角左衛門常次で、徳川秀忠の旗本として大番組に入り、葛西の寺島、請地、渋江、川端の四村を知行地とした。多賀氏2代目三郎兵衛常往は明暦3年（1658年）相続、3代目藤次郎は天和3年（1683年）相続、4代目主悦は享保元年（1716年）没し多賀家は四代で滅んでいる。多賀屋敷が文化年中まで明屋敷だったことは、裕福な旗本で自費で買取った私有地だった。
梅屋敷
坂田皇蔭の『野辺の白露』に「梅邸菊塢墓、菊塢又鞠塢と云。俗称を平八という。奥州仙台の人なり。天明年間江戸に来り、中村座芝居茶屋和泉屋勘十郎に召仕はれ、称を平蔵と改む。斯て十年許の間に蓄財し、住吉町に骨董店を開き、北野屋平兵衛と称す。以下省略」との記録がある。菊塢は浅草永住町称念寺の過去帳から本姓佐原氏で、天明（1781年 - 1789年）年間に仙台から江戸に来て住吉町で骨董店を営んでいた。喜多村信節の筆記に「好事者にて、書画を好み、文字なけれども諸名家に立入、遂に梅屋敷を思付き、諸家に募りて梅樹の料を求め、以下省略」の記録がある。佐原鞠塢が寺島村にあった旧多賀氏所有の屋敷跡にあたる一町歩（三千坪）の土地を入手し、造園を行った。開園は1804年（文化元年）頃と言われている。清水晴風『『東京名物百人一首』には文化元年開園との記載があるが、前島康彦『向島百花園』のように文化2年開園とする説もある。
百花園
開園にあたっては、加藤千蔭、村田春海 、大田南畝、亀田鵬斎、大窪詩仏、および酒井抱一、谷文晃らの文人や町民から、360余種の梅の木が寄贈されたという。また、これら梅の木が植えられたことから、開園当初は、当時亀戸（現・江東区）にあった「梅屋敷」に倣って「新梅屋敷」「花屋敷」などと呼ばれていた。
その後、園主や文人たちの構想で、詩歌にゆかり深い草本類が多数栽培されていった。園内には多数の野草が植えられ、とくに秋の七草その他、秋の草花の美しさで知られた。このようにして、萩を中心とした秋草をはじめ、春夏秋冬、一年を通じて花を楽しめるようになり、1809年（文化6年）頃から「百花園」と呼ばれるようになった。また、池泉、園路、建物、30余基の石碑などを巧みに配した地割でも有名であった。
江戸時代には文人墨客のサロンとして利用され、著名な利用者には「梅は百花にさきがけて咲く」といって「百花園」の命名者となった絵師・酒井抱一の他、門の額を書いた狂歌師・大田南畝などがいた。また徳川11代将軍家斉や、12代将軍家慶も百花園を訪れていた。

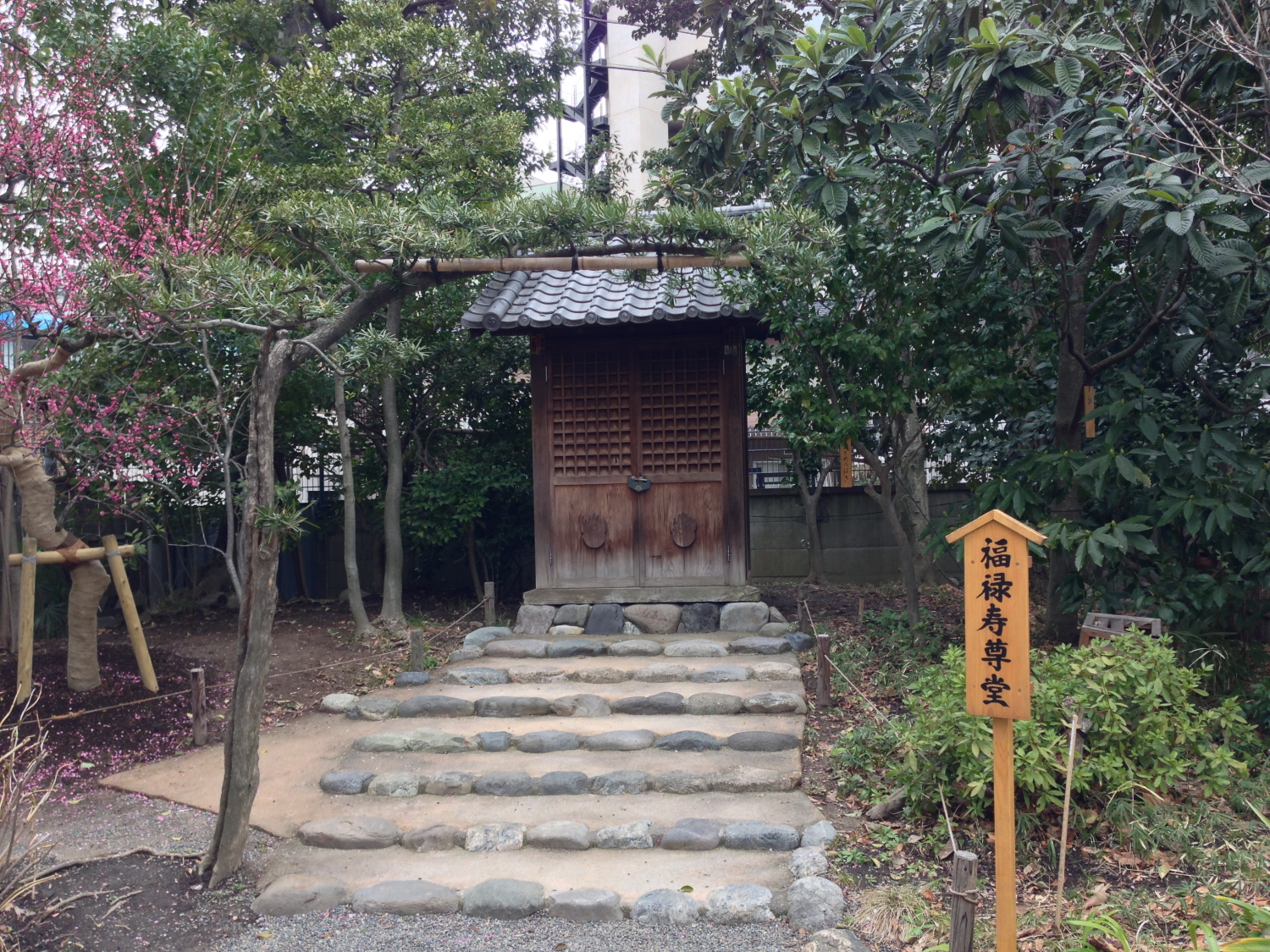
福禄寿尊堂

1831年（天保2年）に、初代・佐原鞠塢が没し、このときに近親者が鞠塢を追悼するために、虫の放生会を行ったことが、「虫はなち会」（現在の「虫ききの会」）の原型であると言われている。なお、百花園の行事として「虫はなち会」が行われるようになったのは、明治中頃である。
百花園は、その後も民営の公園としての長い歴史を重ね、明治40年代初めには米国大統領ウィリアム・タフトや昭和天皇による来訪を受けるが、周辺地域の近代化や明治43年（1910年）以降、度重なる洪水などの被害を受け、明治末年頃よりその影響で草木に枯死するものがあり、一時は園地も荒廃したが、大正13年（1924年）には、東京府から「史跡名勝」の標識を得、昭和8年（1933年）には国の「名勝」に指定される。
昭和9年（1934年）、当時の百花園所有者であった小倉常吉が没したことを受け、小倉のぶが百花園を東京市に寄贈した。これによって昭和14年（1939年）7月8日、百花園は公営の公園として出発することとなった。当時は有料で、公開にも制限がかけられていた。
しかしその後、1945年（昭和20年）3月の東京大空襲により全焼し、それまで遺っていた往時の建物も焼失してしまった。イチョウとタブを除き、植物も死滅しており、百花園としての継続が難しくなってしまった。跡地を野球場として活用すべきだとの議論も登場した。
このような中、昭和22年（1947年）秋に、地元有志により「月見の会」が開催された。東京大空襲による焼失後、百花園が復旧開園するのは昭和24年（1949年）であるから、それより2年前に、地元有志による園地の活用が行われていたことになる。
昭和24年（1949年）5月には、地元有志によって「萩のトンネル」が寄贈され、百花園内の藤棚などいくつかの場所については復旧開園が果たされる。同年には一時中断していた、東京都から宮内庁への七草籠の献上も再開された。

## 名勝・文化財指定
百花園は、大正13年(1924年)に、東京府から「史跡名勝」の標識を得、昭和8年(1933年)には国の「名勝」に指定されたが、昭和24年（1949年)5月の復興再開後、昭和31年(1956年)に、国指定「名勝」の指定解除を受けることとなった。
一方、幾度か変転を経ながらも、園内の景観は今なお旧時の趣きを保っており、文人庭の遺構としても貴重なものである。江戸時代の花園として僅かに今日に遺るものでもある。そこで、その景観、遺跡ともに重要であるとして昭和53年（1978年）10月13日に、国の史跡および名勝に指定され、保護措置がとられることとなった。その次の年（1979年）8月から9月にかけて、日比谷公園公園資料館にて、文化財指定記念の展示会が行われた。

## 石碑
百花園内には、亀田鵬斎の「墨沱梅荘記」など、多くの石碑がある。明治31年(1898年)に5月に建立されたとされる月岡芳年翁之碑 は、岡倉天心や芳年の門人らによるものとされている。

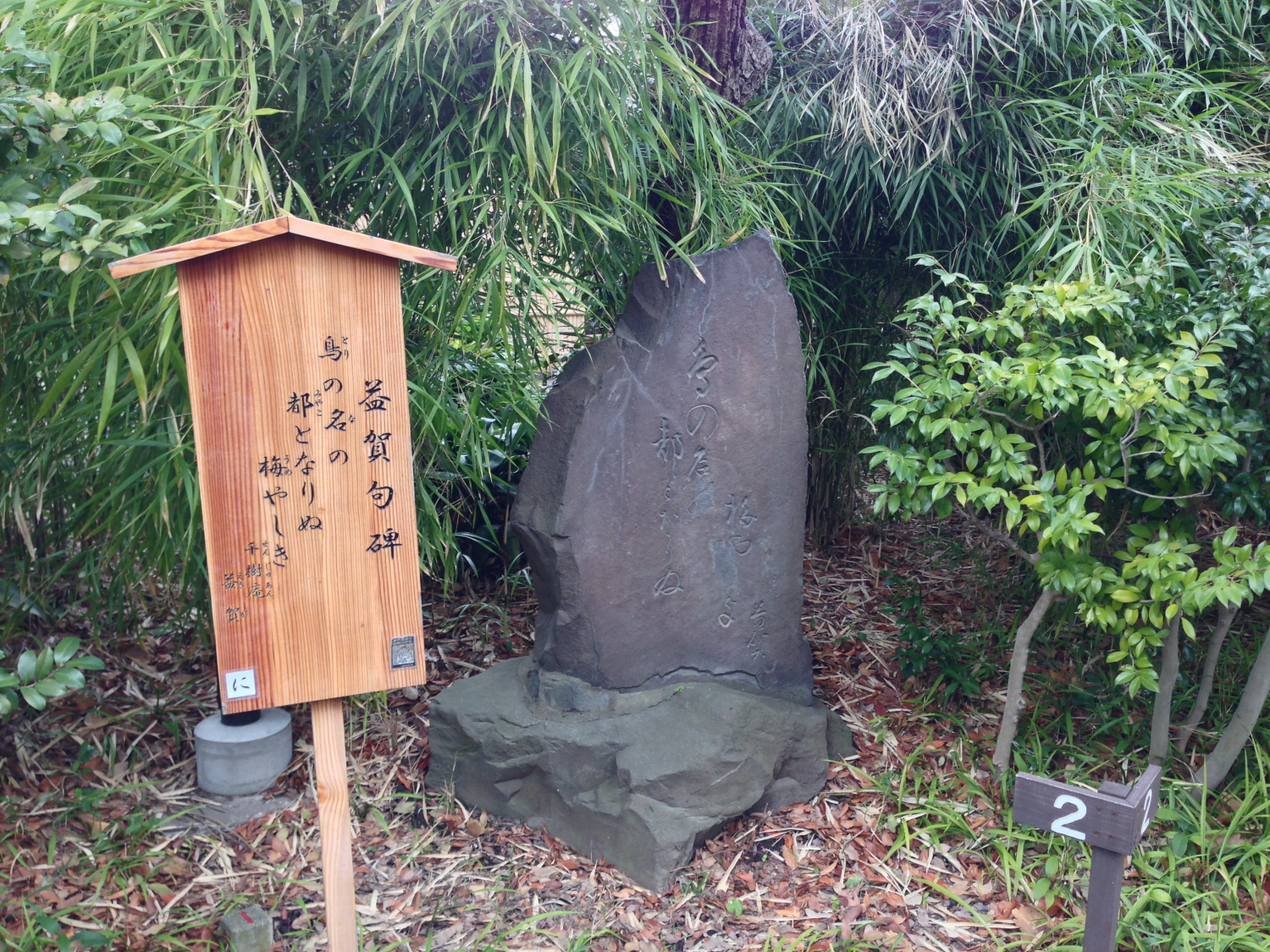
千寿庵益賀の句碑
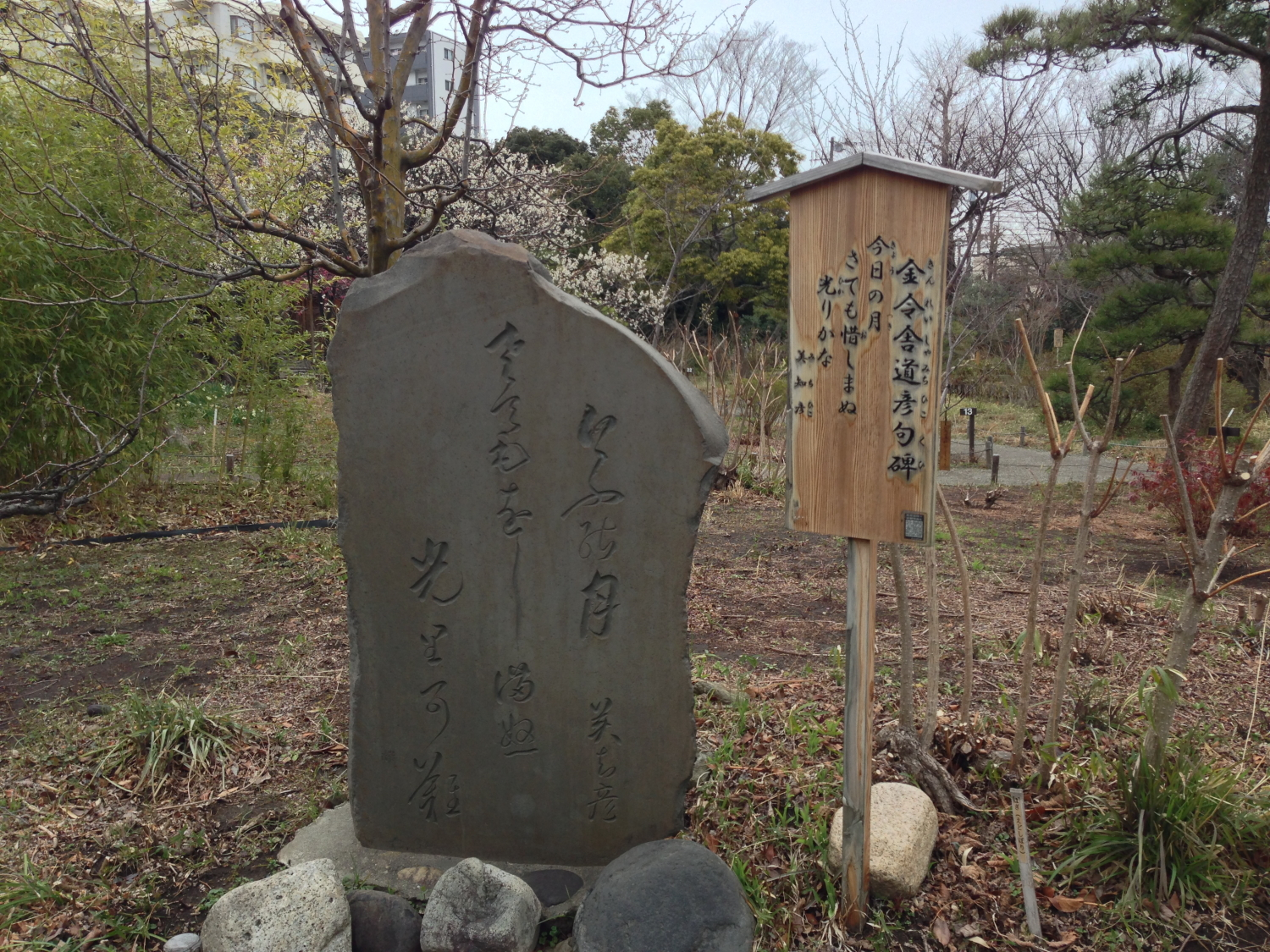
金令舎道彦の句碑
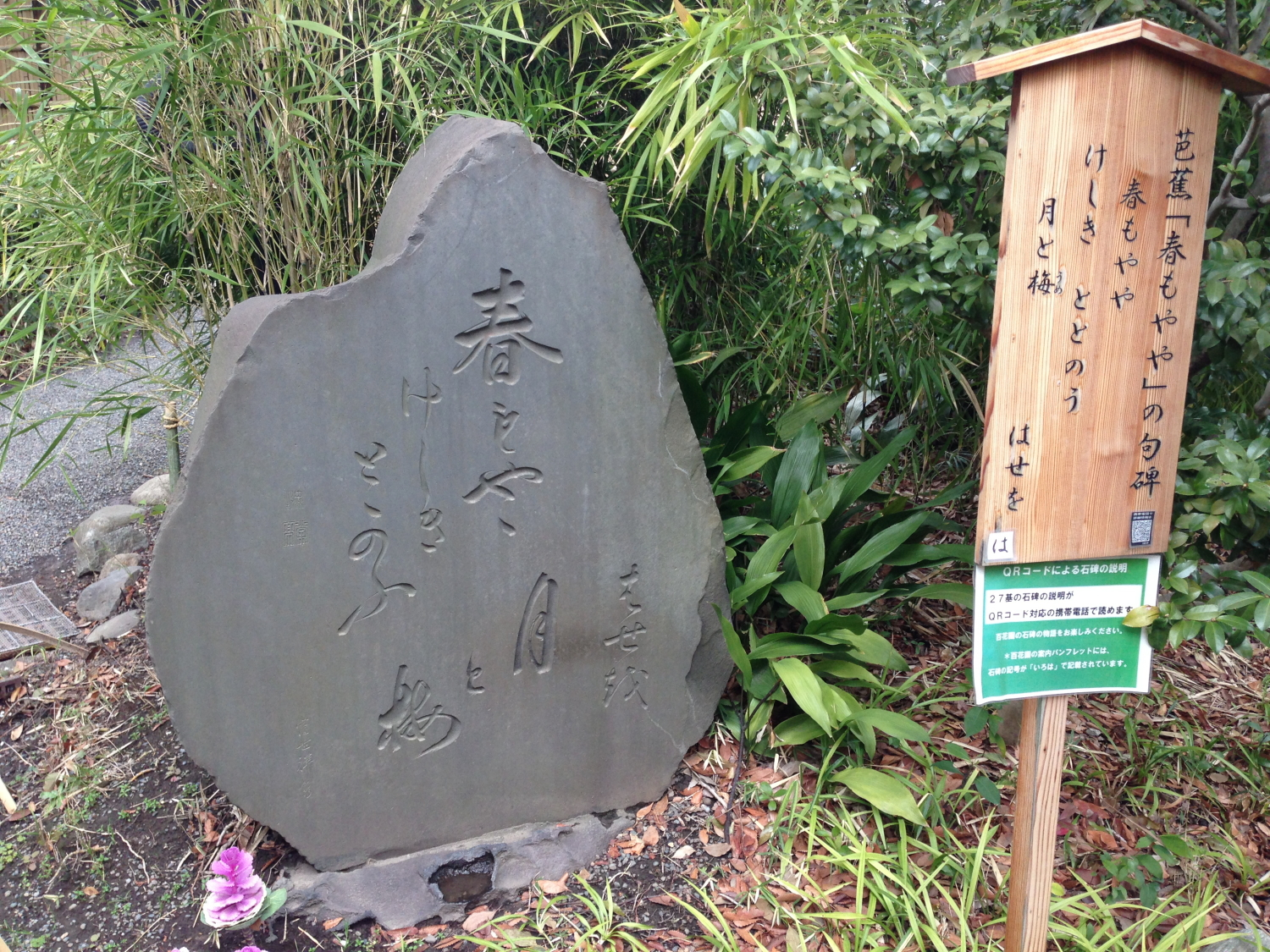
松尾芭蕉の句碑
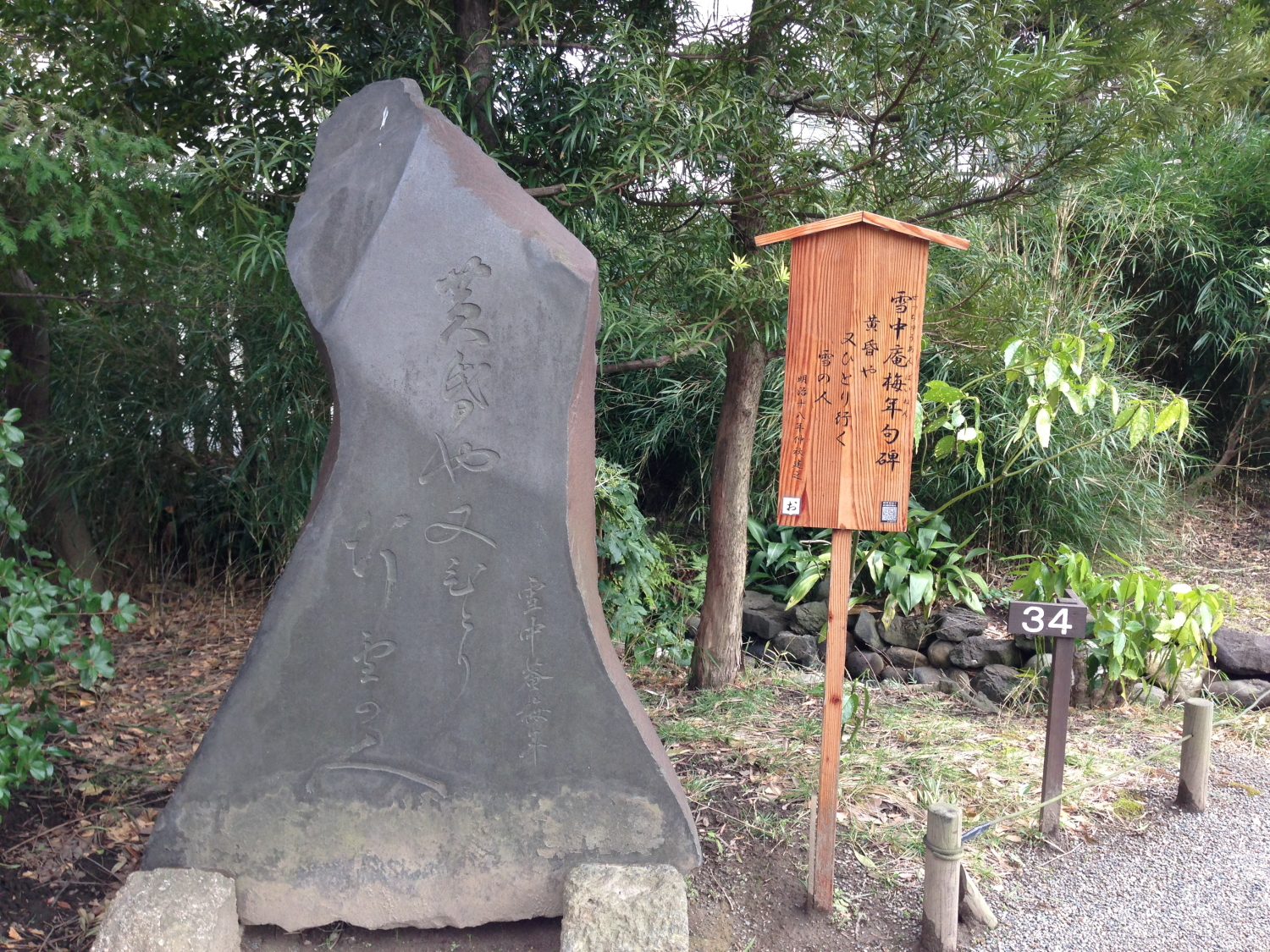
雪中庵梅年の句碑
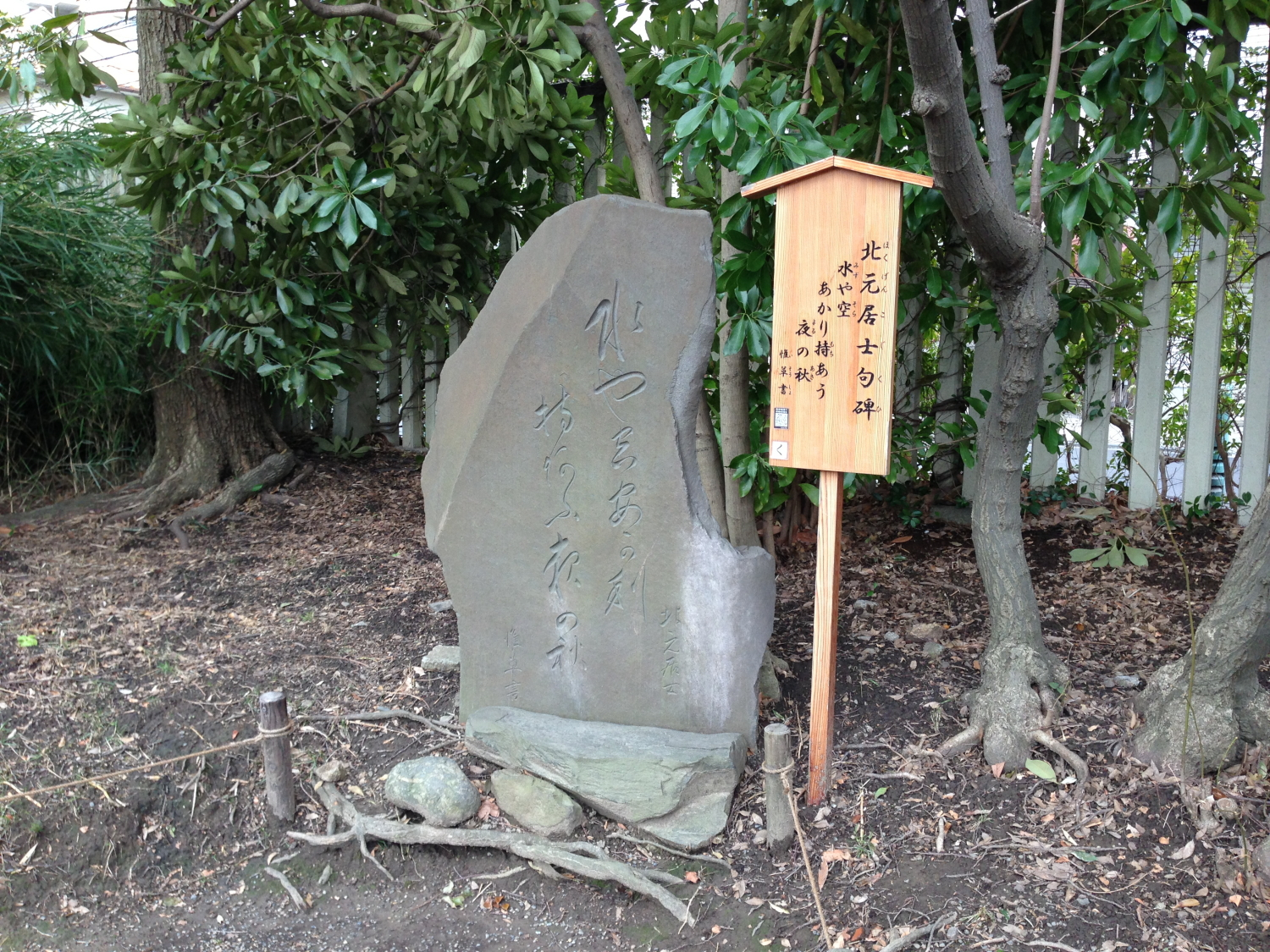
北元居士の句碑
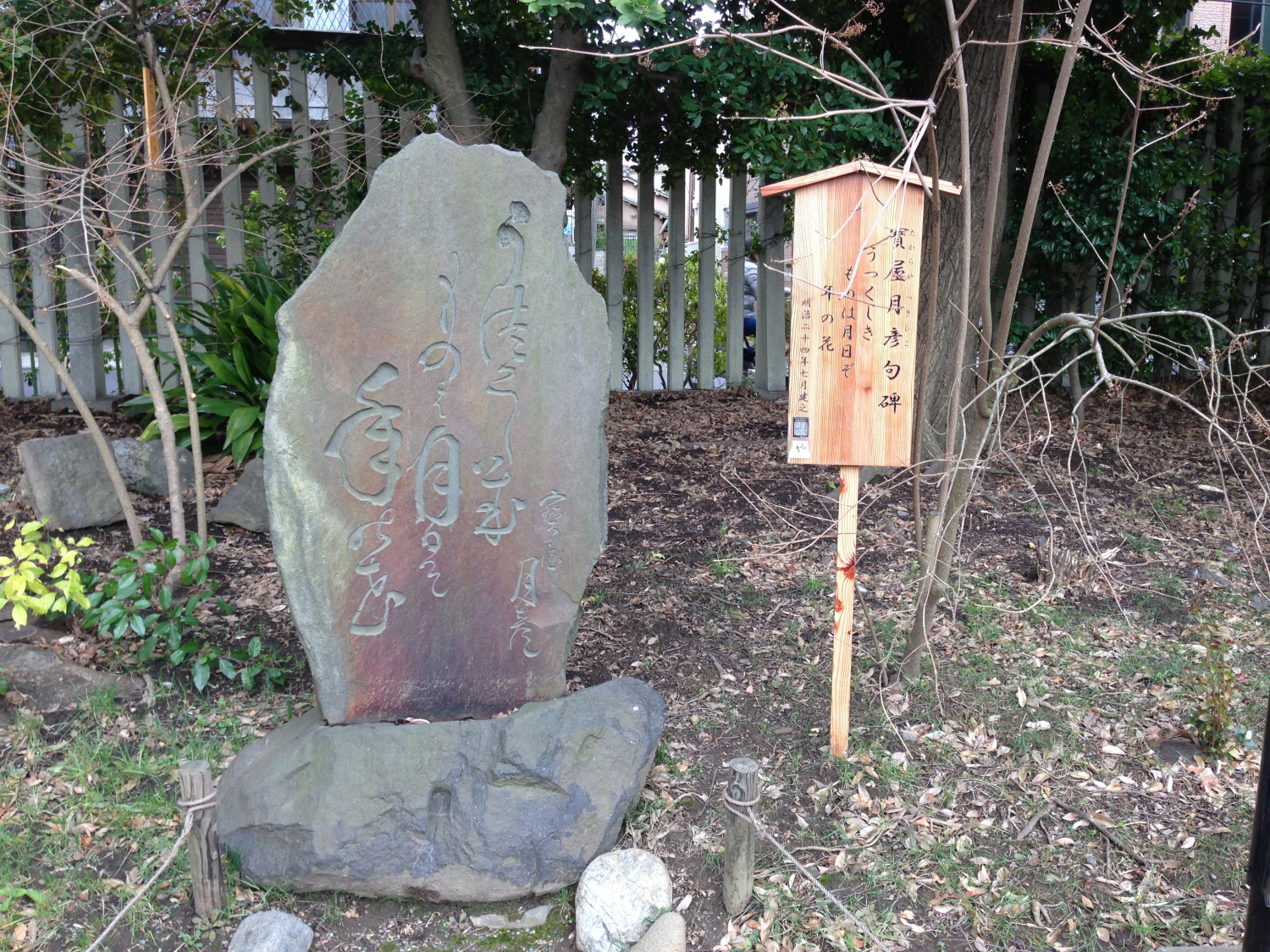
寶屋月彦の句碑

## 主な見所
- 「花の棚」 - 4月上旬頃に、ミツバアケビ、クズが花をつけ、10月上旬頃に実が楽しめる。5月上旬頃に、フジの花房が棚に下がる[1]。
- 「つる物棚」 - 7月頃に開花し、8・9月にヒョウタン、ヘチマ、ヘビウリなどを棚で栽培する[1]。
- 「池と水辺の花」 - 池の一画に、ハナショウブなどの花を咲かせ、夏にはハンゲショウなどが楽しめる[1]。
- 「野鳥・昆虫」 - ウグイス、シジュウカラ、メジロなどの野鳥が訪れ、スズムシ、コオロギ、マツムシなどの音色も楽しめる[1]。
- 「萩のトンネル」 - 9月下旬に約30mにわたって、ハギを竹で編んだトンネルに沿わせて仕立ている[1]。
- 「春の七草・献上七草籠」 - 江戸時代より竹籠に春の七草を植えていて、明治中頃から皇室に献上している[1]。
- 「文人達の足跡」 - 出入口の庭門に蜀山人の扁額が、門柱に大窪詩仏が書いた「春夏秋冬花不断」「東西南北客争来」の聯がある[1]。
- 「碑」 - 句碑や石柱が園内合計29カ所にあり、文人墨客たちの足跡をたどれる。1.東京市碑、2.福禄寿尊碑、3.芭蕉「春もやや～」の句碑、4.千寿庵益賀句碑、5.亀田鵬斎墨沱梅荘記碑、6.雲山先生看梅詩碑、7.茶筅塚と柘植黙翁句碑、8.芭蕉「こにやく～」の句碑、9.山上臣憶良秋の七草の歌碑、10.大窪詩仏画竹碑、11.金令舎道彦句碑、12.其角堂永機句碑、13.初代河竹新七追善しのぶ塚の碑、14.二代河竹新七追善狂言塚の碑、15.飯島光峨翁之碑銘碑、16.井上和紫句碑、17.芝金顕彰碑、18.鶴久子歌碑、19.二神石碑、20.最中堂秋耳句碑、21.矢田蕙哉翁句碑、22.日本橋石柱、23.月岡芳年翁之碑、24.螺舎秀民句碑、25.杉谷雪樵芦雁画碑、26.七十二峰庵十湖句碑、27.雪中庵梅年句碑、28.北元居士句碑、29.寶屋月彦句碑[1]。

## 利用情報
- 開園時間 - 午前9時 〜 午後5時、イベント開催時は時間延長がある（入園 午後4時30分まで）[1]
- 休園日 - 年末年始（12月29日 〜 1月3日 ）[1]
- 入園料 - 一般 150円（120円）、65歳以上 70円（50円）、小学生以下 無料、中学生（都内在住、在学）無料、身体不自由者 無料、カッコ内は20名以上の団体[1]
- 年間パスポート - 一般 600円、65歳以上 280円[1]
- 年間パスポート（9庭園共通） - 一般 4,000円、65歳以上 2,000円（都立文化財9庭園 浜離宮恩賜庭園、旧芝離宮恩賜庭園、小石川後楽園、六義園、旧岩崎邸庭園、向島百花園、清澄庭園、旧古河庭園、殿ヶ谷戸庭園）[1]
- 集会場（貸室 御成座席） - 全室（35名）、御成の間（15名）、中の間（10名）、芭蕉庵（10名）、6カ月前10時から予約[1]
- 無料公開日 - みどりの日（5月4日）、都民の日（10月1日）[1]
- 無料庭園ガイド - 土・日曜日（午前11時、午後2時）[1]
- サービスセンター - 向島百花園サービスセンター 墨田区東向島3-18-3（TEL 03-3611-8705）[1]

## 年中行事
- 1月 - 七草籠、隅田川七福神めぐり[1]
- 2月 - 梅まつり[1]
- 3月 - 梅まつり[1]
- 7月 - 大輪朝顔展[1]
- 8月 - 大輪朝顔展、虫ききの会[1]
- 9月 - 萩まつり、月見の会（中秋の名月頃）[1]
- 12月 - 春の七草籠[1]

## 花暦情報
- 1月 - スイセン（水仙）[1]
- 2月 - スイセン、フクジュソウ（福寿草）、ウメ（梅）[1]
- 3月 - スイセン、ウメ、キブシ（木五倍子）、ミツマタ（三椏）、カタクリ（片栗）、サクラ（桜）、イカリソウ（錨草）[1]
- 4月 - ミツマタ、カタクリ、サクラ、イカリソウ、ヒトリシズカ（一人静）、アヤメ（菖蒲）、フジ（藤）、エビネ（海老根）[1]
- 5月 - アヤメ、フジ、エビネ、コンニャク（蒟蒻）[1]
- 6月 - ホタルブクロ（蛍袋）、ハナショウブ（花菖蒲）、アジサイ（紫陽花）[1]
- 7月 - ハンゲショウ（半夏生）、ミソハギ（禊萩）、トウゴウギク（東郷菊）、ミヤギノハギ（宮城野萩）、ナデシコ（撫子）、キキョウ（桔梗）、オミナエシ（女郎花）[1]
- 8月 - トウゴウギク、ホオズキ（鬼灯 実）、ミヤギノハギ、ナデシコ、キキョウ、オミナエシ、ナンバンギセル（南蛮煙管）、キンミズヒキ（金水引）[1]
- 9月 - トウゴウギク、ミヤギノハギ、ナデシコ、キキョウ、オミナエシ、ナンバンギセル、キンミズヒキ、ワレモコウ（吾亦紅）、ゲンノショウコ（現の証拠）、ホトトギス（杜鵑草）、サクラタデ（桜蓼）、ヒガンバナ（彼岸花）[1]
- 10月 - カラタチバナ（唐橘）、ナデシコ、キキョウ、オミナエシ、キンミズヒキ、ワレモコウ、ゲンノショウコ、ホトトギス、サクラタデ、ヒガンバナバナ[1]
- 11月 - カラタチバナ、モミジ（紅葉）、ナデシコ、キキョウ、オミナエシ（雪吊り、冬囲い）[1]
- 12月 - カラタチバナ、モミジ（雪吊り、冬囲い）[1]

## 交通案内
- 鉄道 - 東武伊勢崎線（東武スカイツリーライン） - 東向島駅より徒歩約8分、京成押上線 - 京成曳舟駅より徒歩約13分[1]
- 路線バス - 都営バス亀戸⇔日暮里（里22） - 百花園前より徒歩約3分[1]
- 駐車場 - 無し[1]